# Lamellariopsis
Lamellariopsis is een geslacht van weekdieren uit de klasse van de Gastropoda (slakken).

## Soorten
- Lamellariopsis aurora Hedley, 1916
- Lamellariopsis turqueti Vayssière, 1906